# Mittleres Ueckertal
Mittleres Ueckertal este o arie protejată (arie de protecție specială avifaunistică — SPA) din Germania întinsă pe o suprafață de 770 ha, integral pe uscat.

## Localizare
Centrul sitului Mittleres Ueckertal este situat la coordonatele 53°28′14″N 13°55′47″E / 53.4706°N 13.9297°E.

## Înființare
Situl Mittleres Ueckertal a fost declarat arie de protecție specială avifaunistică în aprilie 2008 pentru a proteja 7 specii de animale.

## Biodiversitate
Situată în ecoregiunea continentală, aria protejată nu include niciun habitat protejat.
La baza desemnării sitului se află mai multe specii protejate de  păsări (7): pescăruș albastru (Alcedo atthis), barză albă (Ciconia ciconia ciconia), erete de stuf (Circus aeruginosus), cristeiul de câmp (Crex crex), sfrâncioc roșiatic (Lanius collurio), gaia roșie (Milvus milvus), silvie porumbacă (Sylvia nisoria).